# Schafgrübler
Schafgrübler är en bergstopp i Österrike.   Den ligger i distriktet Innsbruck-Land och förbundslandet Tyrolen, i den västra delen av landet, 400 km väster om huvudstaden Wien. Toppen på Schafgrübler är 2 922 meter över havet, eller 114 meter över den omgivande terrängen. Bredden vid basen är 0,39 km.
Terrängen runt Schafgrübler är huvudsakligen bergig. Närmaste större samhälle är Neustift im Stubaital, 11,9 km öster om Schafgrübler. 
Trakten runt Schafgrübler består i huvudsak av gräsmarker. Runt Schafgrübler är det ganska tätbefolkat, med 80 invånare per kvadratkilometer.